# Georges Leuillieux
Georges Robert Félix Constant Leuillieux (3. august 1879 - 1. maj 1950) var en fransk vandpolospiller og svømmer som deltog i OL 1900 i Paris.
Leuillieux vandt en bronzemedalje i svømning under OL 1900 i Paris. Han var med på det franske hold Pupilles de Neptune de Lille som kom på en tredjeplads i holdkonkurrencen i 200 meter.
Han deltog også i vandpoloturneringen.